# Муриковский сельсовет
Муриковский сельсовет — упразднённая административно-территориальная единица, существовавшая на территории Московской губернии и Московской области до 1954 года.
Муриковский сельсовет возник в первые годы советской власти. По данным 1921 года он находился в составе Муриковской волости Волоколамского уезда Московской губернии.
В начале 1924 года из Муриковского с/с был выделен Пыщеровский с/с. 24 марта 1924 года Муриковская волость была упразднена и Муриковский с/с был отнесён к Судисловской волости.
В 1927 году Муриковский с/с был переименован в Куниловский сельсовет. В 1929 году из Куниловского с/с был выделен Муриковский с/с.
По данным 1926 года в состав сельсовета входили 2 населённых пункта — Муриково и Кунилово.
В 1929 году Муриковский с/с был отнесён к Шаховскому району Московского округа Московской области. При этом к нему были присоединены Куниловский, Рябинковский и Пыщеровский с/с.
17 июля 1939 года из упразднённого Бролинского с/с в Муриковский были переданы селения Замошье и Теплухино.
14 июня 1954 года Муриковский с/с был упразднён, а его территория в полном составе передана в Волочановский с/с.